# HD 11007
HD 11007 eller HR 523, är en förmodad astrometrisk dubbelstjärna belägen i mellersta delen av stjärnbilden Triangeln. Den har en skenbar magnitud av ca 5,81 och är mycket svagt synlig för blotta ögat där ljusföroreningar ej förekommer. Baserat på parallax enligt Gaia Data Release 3 på ca 30,09 mas beräknas den befinna sig på ett avstånd av ca  90 ljusår (ca  27,7 parsec) från solen. Den rör sig närmare solen med en heliocentrisk radialhastighet av ca -24 km/s. På dess nuvarande avstånd minskas stjärnans ljusstyrka genom skymning av interstellärt stoft med 0,09 magnitud och den har en absolut magnitud på +3,56. Den rör sig relativt snabbt över himlavalvet och har en hög egenrörelse på 341 mas/år.

## Egenskaper
Primärstjärnan HD 11007 A är en gul till vit stjärna i huvudserien av spektralklass F8 V, som genererar energi genom nukleär fusion av väte i dess kärna. Den är dock något utvecklad och är 1,62 magnitud över nollålderns huvudserie. Den har en massa av ca 1,1 solmassor, en radie av ca 1,7 solradier och utsänder energi från dess fotosfär motsvarande ca 3,2 gånger solen vid en effektiv temperatur av ca 6 100 K. Stjärnan är metallfattig med en järnmängd på 63,1 procent av solens och den roterar långsamt med en projicerad rotationshastighet på 5 km/s.